# 메리 엘렌 트레이너
메리 엘런 트레이너(Mary Ellen Trainor, 1950년 7월 8일 ~ 2015년 5월 20일)는 미국의 배우이다. 샌프란시스코에서 태어났으며 몬테시토에서 사망하였다. 사인은 암이다.

## 출연 작품
- 케이크: 어 웨딩 스토리 (2007년) - 제인 앤드류스 역
- 프리키 프라이데이 (2003년)
- 문라이트 마일 (2002년)
- 여기보다 어딘가에 (1999년)
- 페이스 (1996년)
- 파이널 디씨전 (1996년) - 승무원, 앨리슨 역
- 콩고 (1995년)
- 리틀 자이언트 (1994년)
- 상속 작전 (1994년)
- 죽어야 사는 여자 (1992년)
- 초보 영웅 컵스 (1992년)
- 그랜드 캐년 (1991년)
- 닉크 (1991년)
- 불멸의 록 허드슨 (1990년)
- 아파치 (1990년) - 자넷 리틀 역
- 고스트버스터즈 2 (1989년) - 브라운스톤 엄마 역
- 리썰 웨폰 2 (1989년) - 경찰 정신과 형사 역
- 스크루지 (1988년) - 테드 역
- 액션 잭슨 (1988년)
- 다이 하드 (1988년)
- 악마 군단 (1987년)
- 구니스 (1985년)
- 신의 아들 (1984년)
- 로맨싱 스톤 (1984년)

### 텔레비전
- 레밍턴 스틸 (1982년)
- 사랑을 위하여 (1996년)
- 로스웰 시즌1 (1999년) - 다이앤 에반스 역